# Odiel Van Caeyzeke
Odiel van Caeyzeke is een humoristisch a capella zangkwintet uit West-Vlaanderen. Ze doen dit op een ludieke wijze, waardoor de klemtoon niet zozeer ligt op het louter muzikale, maar meer aandacht gaat naar visuele en tekstuele grappen. Odiel van Caeyzeke amuseert al decennialang het publiek met hun leuke arrangementen van gekende hits, voorzien van zelfspot, een vleugje melancholie, maar vooral gekke en absurde capriolen op het podium! Elk optreden is een ode aan muzikaliteit, humor en de kracht van live-optredens. Hun unieke uitvoeringen van bekende nummers, voorzien van summiere, onnavolgbare danspasjes doen mensen van alle leeftijden gniffelen of schaterlachen. Met hun knotsgekke aankondigingen en absurde woordspelingen pogen ze een lach op ieders gezicht te toveren. Odiel werkt ontspannend en geneeskrachtig door de positieve energie, covers van diverse muziekgenres en een flinke dosis humor!

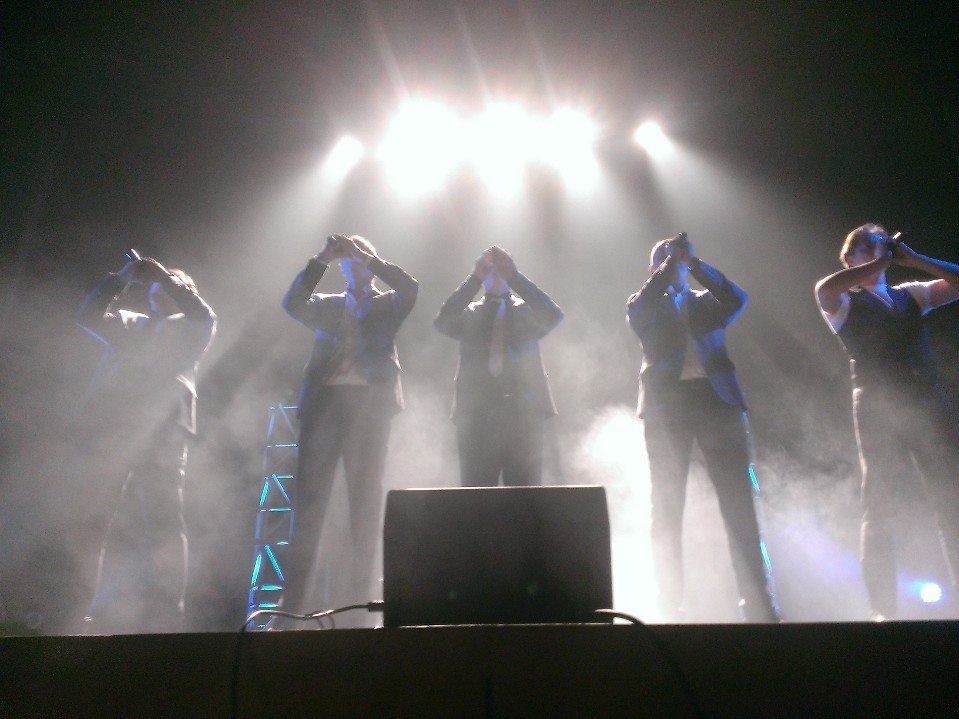
Fragment uit de show van Odiel van Caeyzeke die Eau d'iel heet.

## Geschiedenis
De groep bestaat sinds 1987. De groepsleden leerden elkaar kennen in de normaalschool van Torhout, waar ze een lerarenopleiding volbrachten. 
De legende wil dat Frank Allaeys, Piet Coens en Kris Verstraete in het Minnewaterpark zochten naar een act om op het naderende vrij podium te brengen. Het allereerste optreden bestond dus ook slechts uit één liedje: Caravan of love van The Housemartins. Een vierde groepslid werd mee gevraagd: Maarten Dumoulin. Later kwam er nog een vijfde lid bij in de persoon van Frank Doheyn. Alle vijf studeerden in die tijd aan de normaalschool van Torhout, die later zou deel uitmaken van Hogeschool VIVES.
Doorheen de jaren bezocht het olijke kwintet heel wat schouwburgen, feesttenten, feestzalen, parochiezalen, festivals en culturele centra.
Eén van de hoogtepunten werd hun optreden op het festival Dranouter in 2002.
In 2015 nam Frank Allaeys afscheid van de groep waarmee hij 27 jaren op het podium stond. Zijn plaats werd ingenomen door Bert Coene. 

## Odileum
Een Odileum is een jubileum van Odiel. De term werd voor het eerst gebruikt bij het vijfjarig bestaan en het gelijknamig jubileumconcert. Dit concert vond plaats in blok 9, een nostalgisch aandoende zaal van de voormalige normaalschool in Torhout, waar de roots van Odiel tenslotte lag.

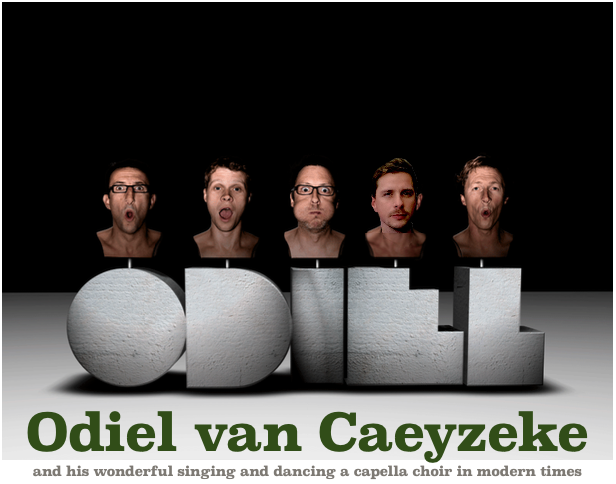
Odiel met de vierde zaalshow 'On toer'

Voor elk Odileum wordt een nieuwe zaalshow gelanceerd.

## Discografie
Naar aanleiding van hun tienjarig bestaan en hun tweede Odileum bracht Odiel in 1997 een eerste cd uit, getiteld Froethmastris. 
Daarvoor doken ze een studio in, Temple of Tune van Fredo Gevaert, die zich voornamelijk met tv- en radioreclamespots bezighoudt. Het werd voor beide partijen een boeiende samenwerking, waarbij gekozen werd om de a capellamuziek zo authentiek mogelijk weer te geven op de cd. Het moest klinken zoals "een huiskameroptreden".

### Froethmastris

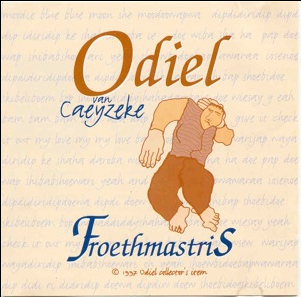
De eerste CD van Odiel van Caeyzeke

1. Caravan of love
2. Shahadaroba
3. Vowel blues
4. Higher and higher
5. The lion sleeps tonight
6. Love is all around
7. MC KV's no FBS rap
8. In this heart
9. Under the boardwalk
10. Goodnight sweetheart
11. Stand by me
12. De doo ran ran
13. Odileum

### A capellation controlée
Bij hun vijftienjarig bestaan en hun derde Odileum bracht Odiel in 2002 een tweede cd uit, onder de naam A capellation controlée. De naam werd bedacht door Frank Allaeys, die normaal gezien zich wat meer op de achtergrond hield bij de grappige situaties. De opnames voor deze cd werden gemaakt in Brugge. Voor de hoesfoto werd een locatie gekozen in het hart van de middeleeuwse stad Brugge, op een boogscheut verwijderd van het Minnewaterpark. Waar ook de roots van Odiel ligt. 

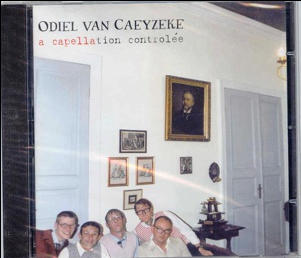
De tweede CD van Odiel heet a capellation controlée

1. Good old a capella
2. I get around
3. I feel good
4. In the still of the night
5. Crazy little thing
6. Silhouettes
7. Zombie jamboree (sheep)
8. Ain't no sunshineDe tweede CD van Odiel heet a capellation controlée
9. Mr. Bassman
10. Dindirindin
11. 60 minute man
12. Wicked game
13. Tainted love
14. YMCA
15. Kiss him goodbye
16. nog eentje voor niets